# 約克郡
約克郡（英語：Yorkshire），又稱約克夏。位於英格蘭東北部，曾分為3個瑞丁：約克郡北瑞丁、約克郡東瑞丁、約克郡西瑞丁。《1972年地方政府法案》在1974年4月1日生效，原有的3個瑞丁被拆分為6個郡：北約克郡、南約克郡、西約克郡、亨伯賽德郡和克利夫蘭郡。現時約克郡的大部分土地由约克郡-亨伯管理，雖然已不再具有實際上的行政區劃意義，但是直到今日約克郡還是廣為人知的傳統地理名詞。
約克市雖然是約克郡的中心城市，但卻不是最大城市。該郡範圍內最大的城市是列斯。